# Jürgen Sieker
Jürgen Sieker (* 5. Mai 1949 in Melle) ist ein deutscher Fotograf.

## Künstlerisches Schaffen
Aufgewachsen in Karlsruhe studierte Sieker Psychologie, Pädagogik, Geschichte und Germanistik in Heidelberg und Göttingen. Mitte der 1970er Jahre zog Sieker in den Raum Bremen, wo er lange lebte und arbeitete, bevor er 2006 nach Eisenach zog. Seit seinem 12. Lebensjahr fotografiert er.
Erste Fotoserien entstanden in den 1970er Jahren. Zu dieser Zeit fotografierte er vor allem Kulturlandschaften. Während dieser Zeit kommt der Mensch in seinen Darstellungen deutscher und italienischer Städte sowie in seinen Industrielandschaften allmählich ins Bild. Beherrschend bleibt jedoch das Umfeld, das ihn umgibt.
Dieser Prozess setzt sich bei der Auseinandersetzung mit dem Thema Fernsehen, als Blick hinter die Kulissen aufgefasst, fort. Jürgen Sieker durfte in Bereichen dabei sein, die sonst für Journalisten tabu sind. So wurde er z. B. zu Dreharbeiten eines Tatorts mit Götz George eingeladen. Es entstehen erste Studien von Stars, die der Fotograf in atmosphärisch dichten Aufnahmen festgehalten hat. Einige der Stars, die sonst eher an werbewirksamen Glamourfotos interessiert sind, waren zum ersten Mal bereit, sich einer eher kritischen, an Ausdrucksstärke orientierten Vorgehensweise eines Fotografen zu stellen.
Das Porträtieren der Stars baut Sieker schließlich zu einem eigenständigen Thema aus: Die Umgebung bleibt nun völlig ausgespart, der Fotograf konzentriert sich vollständig auf die Physiognomie des Dargestellten. Es entstehen u. a. Gesichtsstudien von Willy Brandt, Michail Gorbatschow, Marcel Marceau, Armin Mueller-Stahl, Horst Janssen, Naomi Campbell und vielen anderen. Die 1993 in dem Bildband famous faces veröffentlichten Aufnahmen zeigen „Runzeln, Falten, Verwerfungen, die man sonst nicht zu sehen bekommt. Gelebtes Leben.“ (Die Zeit, 25. März 1994)
Der Fotograf war seinen Modellen so nahegekommen, dass die Gesichter teilweise nur noch ausschnitthaft zu sehen waren. Eine vielleicht noch weitergehende Form des Näherkommens praktizierte er bei der Arbeit an seiner Serie Hommage à Toulouse-Lautrec, die 1994 in der Bremer Kunsthalle praktiziert wurde. Wie der Maler freundet sich Sieker mit den Künstlern eines Varietés an. So gelingt es ihm, selbst in ihrer Intimsphäre Bilder zu machen. Er hat seine Modelle in ihrem privaten Umfeld erfasst und im Wechsel von Identität und Rolle den Spannungsbogen der modernen Subjektivität dargestellt.
Die Auseinandersetzung mit Toulouse-Lautrec weckt in Jürgen Sieker das Interesse, sich verstärkt mit dem Thema Bewegung auseinanderzusetzen: In seiner Serie Movimente, kunstvoll im Studio inszenierte, an Skulpturen erinnernde Körperstudien, beschäftigt er sich mit dem Kräftespiel der einzelnen Glieder, den Bauformen des Körpers und seinen Bewegungsmöglichkeiten als Ausdrucksmittel. In Fortsetzung der Auseinandersetzung mit dem bewegten Körper entstanden in der zweiten Hälfte der 1990er Jahre Serien über das Russische Staatsballett, den spanischen Flamencostar Maria Serrano sowie den Ausdruckstänzer Leonard Cruz. Der Autor fasst seine Tänzer nicht als Modelle auf, die er für seine Zwecke ausnutzt, sondern als Partner, mit dem er das jeweilige Bild erarbeitet.
Bis heute steht die Auseinandersetzung mit dem Schaffen anderer Künstler im Mittelpunkt der Arbeit Jürgen Siekers. 1999 begann er in Zusammenarbeit mit verschiedenen Museen (u. a. Überseemuseum Bremen, Ägyptisches Museum Berlin, Museum Schnütgen Köln) seine Serie Kopf an Kopf, die im Überseemuseum Bremen präsentiert wurde und zu der ein gleichnamiger Bildband erschien (2001 vom Design Zentrum Nordrhein-Westfalen mit dem reddot award best of the best ausgezeichnet). In dieser Serie setzt sich Sieker intensiv mit den Werken von Bildhauern aus der ganzen Welt auseinander. Er lässt deren Werke in einen Dialog treten und eröffnet dem Betrachter eine neue Sicht der dargestellten Kunstwerke.
Der Dialog zwischen Bildender Kunst und Fotografie fasziniert den Autor weiterhin: Paris est une femme zeigt vor allem Werke, die aus Doppelbildern bestehen – oft ein Ausschnitt eines Gemäldes aus einem Pariser Museum, der mit Szenen aus dem Pariser Straßenleben konfrontiert wird. In Siekers Bildern kehren die Gemälde ins Leben zurück, sie kommen in der Gegenwart an, egal, ob es sich um einen Botticelli aus dem 15. Jahrhundert, um Rembrandts „Bathseba“ oder um den „Kuss“ von Picasso handelt.
War Sieker bisher konsequenter Schwarz-Weiß-Fotograf, so arbeitet er seit seiner Serie Paris est une femme ausschließlich mit Farbfotos.

## Veröffentlichungen
- famous faces, Kiel 1993
- Hommage à Toulouse-Lautrec, Bremen 1994
- Kopf an Kopf, Bremen 2000
- Tête à Tête. Nofretete trifft Naomi, Ausst. Kat. Schaffhausen, 2007